# Municipio de Bear Creek (Kansas)
El municipio de Bear Creek (en inglés: Bear Creek Township) es un municipio ubicado en el condado de Hamilton en el estado estadounidense de Kansas. En el año 2010 tenía una población de 117 habitantes y una densidad poblacional de 0,26 personas por km².

## Geografía
El municipio de Bear Creek se encuentra ubicado en las coordenadas 37°49′16″N 101°54′46″O / 37.82111, -101.91278. Según la Oficina del Censo de los Estados Unidos, el municipio tiene una superficie total de 452.1 km², de la cual 451,25 km² corresponden a tierra firme y (0,19 %) 0,84 km² es agua.

## Demografía
Según el censo de 2010, había 117 personas residiendo en el municipio de Bear Creek. La densidad de población era de 0,26 hab./km². De los 117 habitantes, el municipio de Bear Creek estaba compuesto por el 59,83 % blancos, el 1,71 % eran isleños del Pacífico, el 35,04 % eran de otras razas y el 3,42 % eran de una mezcla de razas. Del total de la población el 58,97 % eran hispanos o latinos de cualquier raza.